# Архиепархия Тунхи

Герб архиепархии Тунхи

Архиепархия Тунхи (лат. Dioecesis Pereirana) — архиепархия Римско-Католической церкви с центром в городе Тунха, Колумбия. В митрополию Тунхи входят епархии Дуитамы-Согамосо, Гарагоа, Йопаля, Чикинкиры. Кафедральным собором архиепархии Тунхи является церковь святого Иакова.

## История
29 июля 1988 года Святой Престол учредил епархию Тунхи, выделив её из архиепархии Санта-Фе в Новой Гранаде (сегодня — Архиепархия Боготы). В этот же день епархия Тунхи вошла в митрополию Санта-Фе в Новой Гранаде.
17 июля 1893 года и 7 марта 1955 года епархия Тунхи передала часть своей территории для образования апостольского викариата Касанаре (упразднён в 1999 году) и епархии Дуитама (сегодня — Епархия Дуитамы-Согамосо).
20 июня 1964 года Римский папа Павел VI выпустил буллу «Immensa Christi», которой возвёл епархию Тунхи в ранг архиепархии.
26 апреля 1977 года архиепархия Тунхи передала часть своей территории для образования новых епархий Епархия Чикинкиры и Гарагоа.

## Ординарии архиепархии
- епископ Severo García (18.11.1881 — 17.03.1887);
- епископ José Benigno Perilla (17.03.1887 — 13.03.1903);
- епископ Eduardo Maldonado Calvo (24.06.1905 — 31.03.1932);
- епископ Крисанто Луке Санчес (9.09.1932 — 14.07.1950) — назначен архиепископом Боготы;
- архиепископ Ángel Maria Ocampo Berrio S.J.[1] (6.12.1950 — 20.02.1970);
- архиепископ Augusto Trujillo Arango (20.02.1970 — 2.02.1998);
- архиепископ Luis Augusto Castro Quiroga I.M.C. (2.02.1998 — по настоящее время).

## Источник
- Annuario Pontificio, Libreria Editrice Vaticana, Città del Vaticano, 2003, ISBN 88-209-7422-3
- Булла Immensa Christi Архивная копия от 2 марта 2013 на Wayback Machine  (лат.)